# JASMIN (zpěvačka)
Jasmin Jana Grünerová, známá jako Jasmin, stylizováno jako JASMIN (* 10. května 1999 Praha), je česká zpěvačka, rapperka, textařka a moderátorka.

## Život a kariéra
Narodila se 10. května 1999 v Praze.[zdroj?] Již v raném věku začala zpívat a v jedenácti letech složila první píseň.[zdroj?] Je samoukem na kytaru, ukulele a klavír.[zdroj?]
Mezi lety 2015 až 2017 byla členkou Unbeatable Labelu.[zdroj?] V té době také hojně spolupracovala s interprety z Blackwood Records.[zdroj?]
Na kontě má singly s milionovými poslechy, jako například Zpověď nebo Zapomněl, Zahrabal, Zakopal.
Od září 2019 do března 2023 moderovala na Rádiu Spin. Začátkem září 2023 se stala moderátorkou odpolední show na Fajn Rádiu.
V roce 2024 dokončila vysokoškolské studium v oboru média na Metropolitní Univerzitě a v témže roce se přidala do stáje Universal Music, pod nimiž brzy vydala singl LOST.

## Diskografie

### Alba
- Světlo (10. května 2021)

### Singly

#### Hlavní zpěvák
- Důvody (2020)
- Na srdci (2020)
- Originál (2020)
- Hlavu nahoru (2020)
- Chvilková (2021)
- Zapomněl, Zahrabal, Zakopal (2022)
- Mayday (2022)
- Stará verze (2023)
- Magnety (2024)
- Lost (2024)

#### Hostující zpěvák
- Chill – Refew ft. Jasmin (2017)
- True Love – Fosco Alma ft. Jasmin (2018)
- Cha Chu Cha – Fosco Alma ft. Jasmin, Rolex Alpacino (2019)
- Pryč z okovů – Fosco Alma ft. Jasmin, Amco (2020)
- Čtyři oktávy samoty – Sax ft. Jasmin (2022)
- Sen – Trocha klidu ft. Jasmin (2024)